# Corte d'assise d'appello
La Corte d'assise d'appello, in alcuni ordinamenti giuridici di civil law, quali quelli della Francia e dell'Italia, è il giudice competente in appello per i processi penali rientranti in primo grado nella competenza della Corte d'assise.

## Nel mondo

### Italia
In Italia la Corte d'assise d'appello giudica a seguito di impugnazione delle sentenze emesse in primo grado dalla corte d'assise oppure dal giudice dell'udienza preliminare che abbia giudicato nelle forme del giudizio abbreviato su delitti la cui cognizione è normalmente devoluta alla corte d'assise. Contro le sue sentenze è dato ricorso alla Corte suprema di cassazione.
La corte d'assise d'appello è costituita da due giudici togati e sei giudici popolari. La sua circoscrizione coincide con quella della Corte d'appello, di cui può essere considerata una sezione specializzata.

### Svizzera
Con l'entrata in vigore del codice di diritto processuale svizzero il 1º gennaio 2011, solo il Canton Ticino ha mantenuto l'istituto delle Assise. Nel Cantone Ticino la Corte di appello e di revisione penale (sezione di tre giudici del Tribunale di appello del Cantone Ticino) giudica gli appelli e le domande di revisione contro le sentenze emesse dalle Assise criminali. Contro le sue sentenze è dato ricorso in materia penale al Tribunale federale svizzero con sede a Losanna.
In questi casi la Corte di appello e di revisione penale è costituita da tre giudici del Tribunale di appello e quattro assessori giurati di appello (più due assessori-giurati a titolo di supplenti). La sua giurisdizione si estende all'intero Cantone Ticino